# Tschingel
Tschingel är ett berg på gränsen mellan kommunerna Meiringen och Schattenhalb i kantonen Bern i Schweiz. Det är beläget i Bernalperna, cirka 60 kilometer sydost om huvudstaden Bern. Toppen på Tschingel är 2 326 meter över havet.